# Мара. Пожиратель снов
«Мара. Пожиратель снов» (англ. Mara) — американский мистический фильм ужасов 2018 года режиссёра Клайва Тонга. В США фильм вышел 7 сентября 2018 года. В России фильм вышел 6 сентября 2018 года. 

## Сюжет
Кейт Фуллер работает в полиции психологом. Её привлекли к расследованию необычного преступления. Найден труп задушенного мужчины. Полиция предполагает, что его задушила собственная жена во время сна. У них даже есть свидетель — восьмилетняя девочка, дочь погибшего Софи.
Сначала в этом странном деле всё казалось простым и очевидным. Однако Кейт в ходе расследования преступления, всё больше углубляясь в него, начинает понимать, что это дело не такое уж очевидное. Девушка узнала, что существует какая-то потусторонняя демоническая сущность — Мара, которая имеет способность убивать людей во время их сна. Мало того, Кейт сама столкнулась с этим демоном, когда у неё начались такие же проблемы, что и у убитого. Кошмарные сновидения могут теперь в любой момент привести к гибели девушки. Каждая следующая ночь может оказаться для неё последней. Даже дневной сон может стать опасным для Кейт. Теперь ей нужно во что бы то ни стало разобраться в том, что происходит прежде, чем эта демоническая сущность доведёт до трагического финала.

## В ролях
| Актёр              | Роль                 |
| ------------------ | -------------------- |
| Ольга Куриленко    | психолог Кейт Фуллер |
| Лэнс Э. Николс     | детектив Маккарти    |
| Крэйг Конуэй       | Даги                 |
| Хавьер Ботет       | Мара                 |
| Рози Феллнер       | Хелена               |
| Маккензи Имсэнд    | Софи                 |
| Митч Икинс         | доктор Эллис         |
| Мелисса Болона     | Карли                |
| Маркус В. Уэзерсби | Соул                 |